# Quincey (Côte-d'Or)
Quincey è un comune francese di 512 abitanti situato nel dipartimento della Côte-d'Or nella regione della Borgogna-Franca Contea

## Luoghi e monumenti
Château de Quincey: il re Luigi XIV, di 20 anni, vi trascorse la notte di 12 novembre 1658.
Chiesa di Saint-André: il re Luigi XIV, accompagnato da Anna d'Austria e dal duca d'Angiò furono ricevuti lì il 12 novembre 1658.

## Società

### Evoluzione demografica
Abitanti censiti